# 김기서효자 정려
김기서효자 정려는 대한민국 충청남도 논산시 양촌면에 있는 문화재이다. 1996년 12월 30일 논산시의 향토문화유산 제22호로 지정되었다.

## 개요
양촌면 모촌리의 원실보 마을 산기슭 남서향 경사면에 위치하고 있다. 김기서는 광산김씨로 어려서부터 효성이 지극하였는데, 어머니가 병환으로 자리에 눕자 정성으로 병간호를 하며, 한겨울에 냇가에서 얼음을 깨고 고기를 잡아 봉양했다. 어머니가 돌아가시자 상례를 다하고 3년간 매일 성묘했는데, 김기서가 무릎을 꿇고 울던 자리에는 흙이 패인 흔적이 오랫동안 남아 있었다고 한다.